# 两浙路

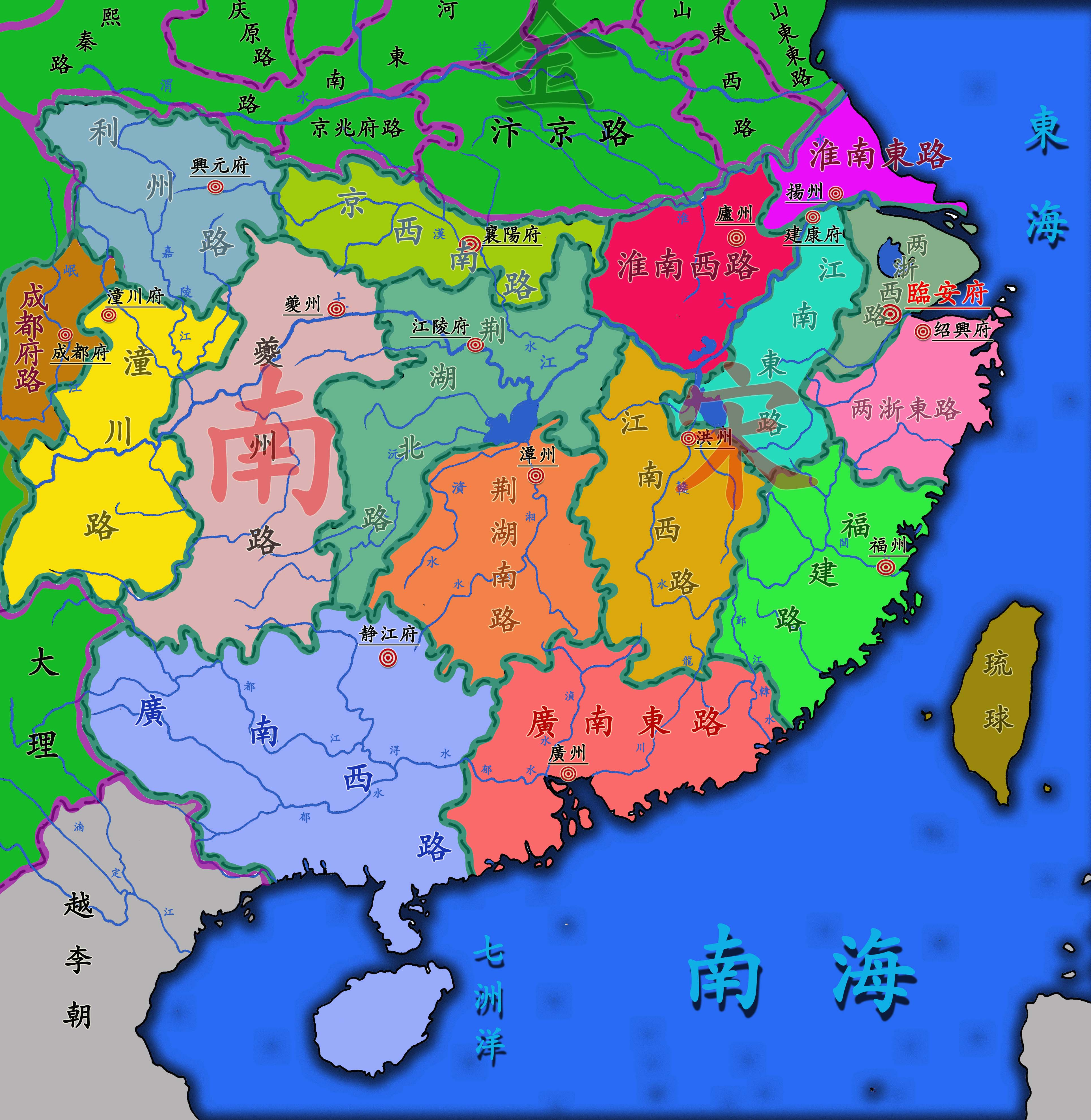
宋 分路图

两浙路是北宋时设置的一个路，包括14个州：蘇州、常州、潤州、杭州、湖州、秀州、越州、明州、台州、婺州、衢州、睦州/嚴州、温州和處州。其范围基本继承了五代十國時期的吴越国，大致包括今天的浙江省全境，江苏省的镇江市，苏锡常地区和上海市（不含崇明岛）。
北宋太平兴国三年（978年），置两浙东北路。后改两浙路。熙宁七年（1074年），曾分为两路，又合并，后又有一次拆分合并。南宋建炎南渡後，兩浙路分為兩浙西路與兩浙東路。